# Jackson Hole
Jackson Hole, originalmente llamado Jackson's Hole (literalmente, 'Agujero de Jackson'), es un valle interior resguardado de las Montañas Rocosas, en Estados Unidos, situado en el estado de Wyoming, cerca de la frontera occidental con Idaho. El nombre de «hole» [agujero] deriva del lenguaje utilizado por los primeros tramperos u hombres de montaña, que entraron por vez primera en el valle desde el norte y el este, teniendo que descender por pendientes relativamente fuertes, lo que daba la sensación de entrar en un agujero. Estos valles bajos están rodeados de montañas de las que bajan muchos ríos y arroyos que eran buen hábitat para el castor y otros animales apreciados en el comercio de pieles.
El valle se cree que ha recibido su nombre por David Edward Davey Jackson, cazador de castores en la zona a principios del siglo XIX como parte de la Rocky Mountain Fur Company.

## Historia
Jackson Hole fue originalmente poblado por tribus nativas americanas, como shoshones, crows, pies negros, bannock y gros ventre, que lo usaban como lugar de caza y fines ceremoniales, aunque no albergó ningún asentamiento humano permanente antes de la década de 1870. John Colter, que había sido miembro de la expedición de Lewis y Clark,  entró en Jackson Hole en las cercanías del Togwotee Pass durante el invierno de 1807-1808 en el viaje de regreso de dicha expedición. Colter se convirtió en el primer estadounidense blanco que vio el valle y lo describió en sus diarios, el valle y sus accidentes. Sus informes sobre el valle, la cordillera Teton y la región de Yellowstone, al norte, fueron vistos por sus contemporáneos con escepticismo.
En los años siguientes, el valle fue frecuentado por los tramperos y cazadores de pieles, que en verano recorrían la región. Fueron ellos quienes comenzaron a llamarlo Jackson's Hole, ya que para los hombres de montaña, un «hole» [agujero] era un valle amplio y resguardado, como el presente, en el que había abundantes castores y caza. Los hombres de montaña preferían estas áreas con numerosos pastos y arroyos, ya que proporcionaban abundante alimentos para las caballerías y eran cómodas para acampar, además de proporcionar muchas pieles de castor. Finalmente comenzaron a llegar algunos colonos, aunque debido a que el suelo no es ideal para el cultivo, el valle fue utilizado para el ganado.
Como parte de la expedición Hayden de 1871 y 1872, William Henry Jackson tomó las primeras fotografías de las montañas Teton y Yellowstone. Sus fotografías, junto con los dibujos de Tom Moran, fueron una prueba importante para convencer al Congreso para proteger la región, declarando en 1872 el primer parque nacional del país, el parque nacional de Yellowstone. El parque nacional Grand Teton fue creado en 1920, y ampliado en gran medida en 1950 gracias a los generosos esfuerzos de John D. Rockefeller Jr., que compró y donó más de 30.000 acres. La ciudad de Jackson fue nombrada en 1894. El turismo rápidamente se volvió muy popular con el establecimiento de ranchos para turistas (dude ranches).

## Asentamientos

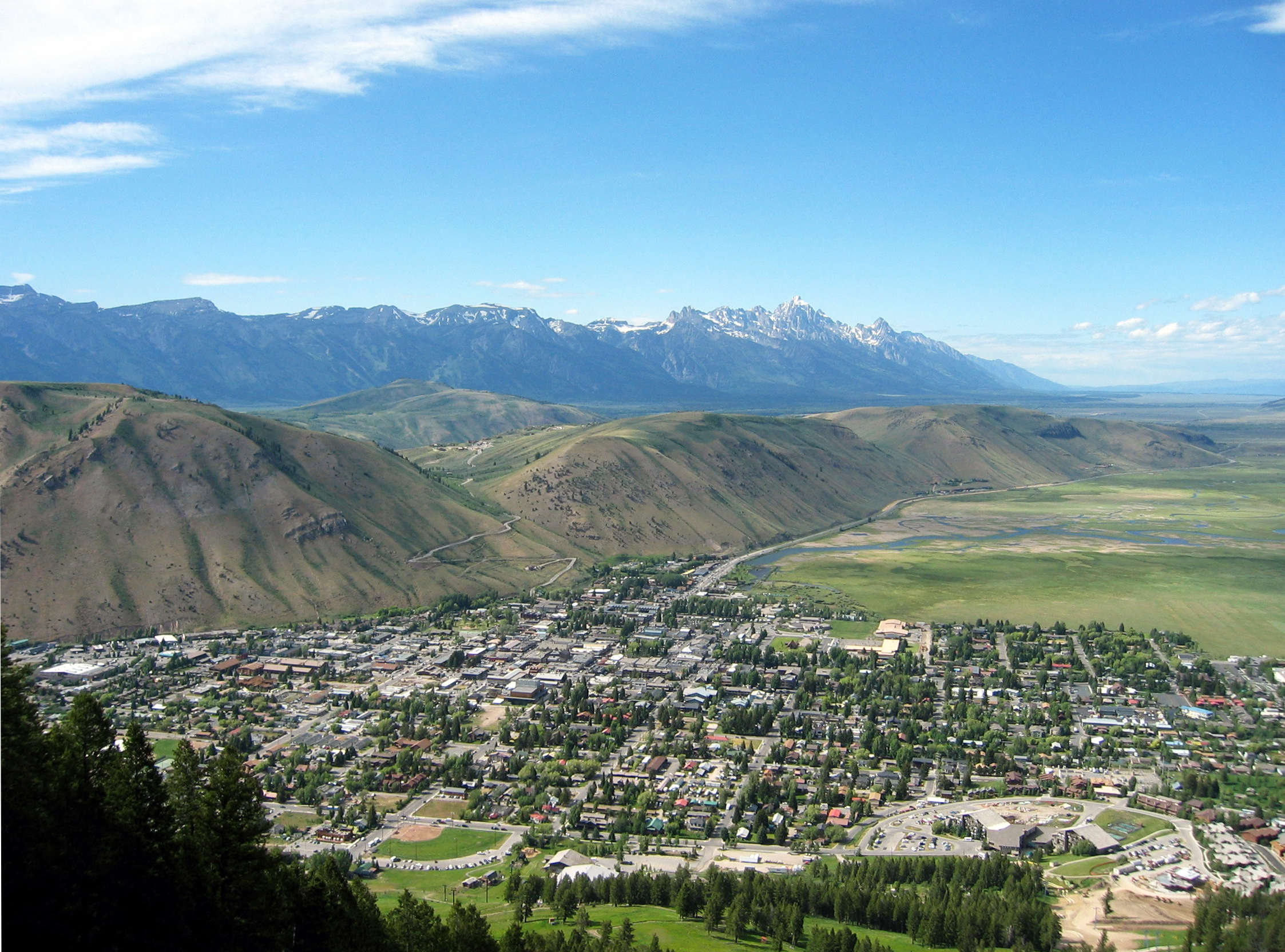
Jackson, la principal ciudad en el valle de Jackson Hole.

La única ciudad incorporada en el valle es Jackson (9577 hab.), a veces también llamada erróneamente Jackson Hole mismo. Otras comunidades del valle incluyen Wilson (1482 hab.), Teton Village (330 hab.), Moran Junction, Hoback (1176 hab.), Moose (Moose Wilson Road) y Kelly (138 hab.). En el lado oeste del valle, el Teton Pass cruza la cordillera Teton proporcionando acceso a  Victor (1928 hab.), y Driggs (1660 hab.), en el este de Idaho y Alta (394 hab.), en el lado occidental de los Tetons.
Numerosos alces usan el valle como cordillera de pastoreo durante el invierno, y se ofrecen a los turistas paseos en trineo.  Las áreas de esquí del Jackson Hole Mountain Resort, Snow King y Grand Targhee Resort y los parques nacionales de Grand Teton y Yellowstone son los principales lugares de interés turístico a lo largo de todas las estaciones del año.

## Geografía

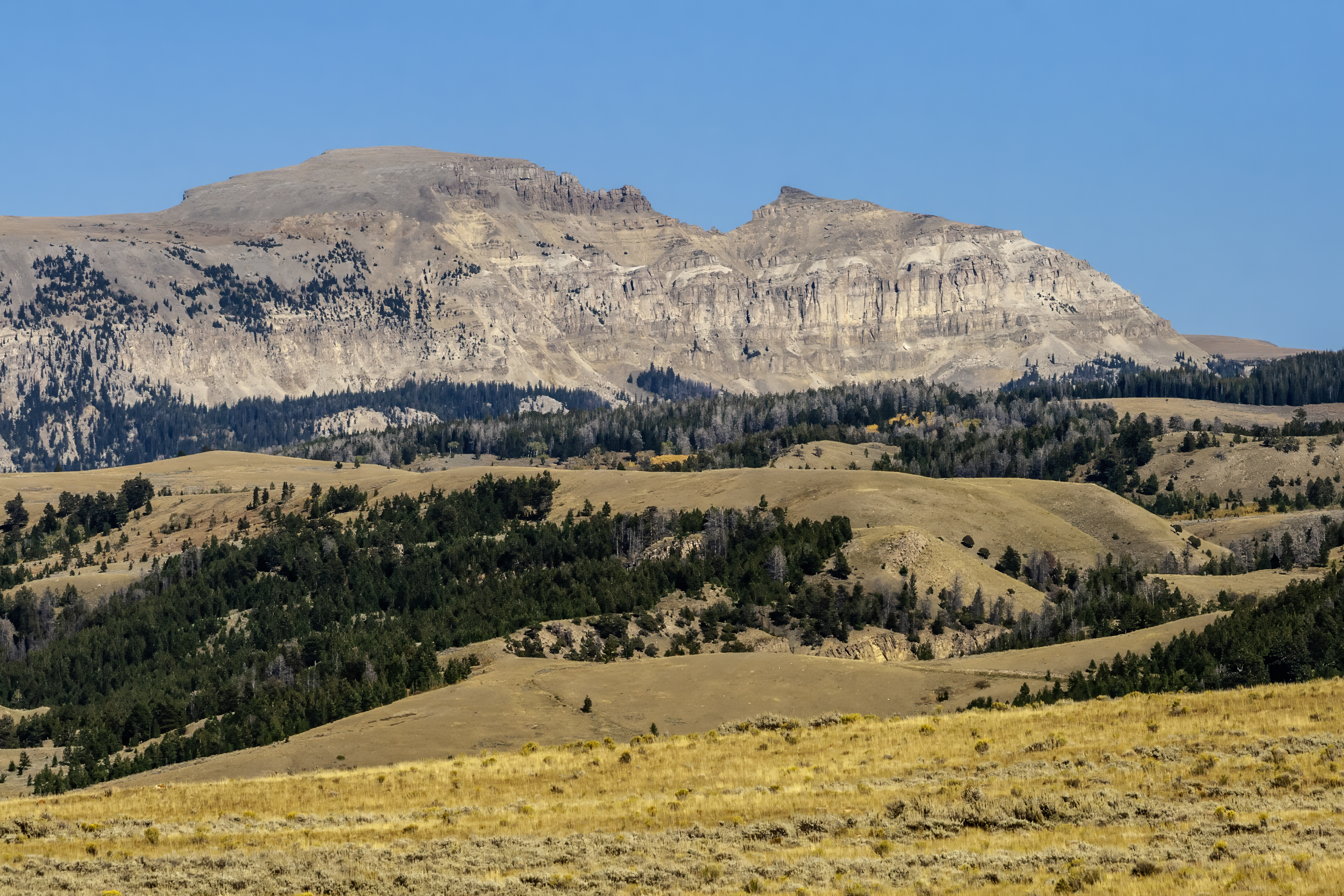
La "Sleeping Indian" [India Dormida] es una serie de formaciones rocosas en Sheep Mountain en la cordillera Gros Ventre en el lado este de Jackson Hole.

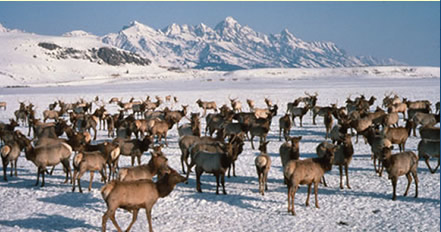
Uapitís salvajes en el valle

El valle está formado por la cordillera Teton, en el lado oeste, y la cordillera Gros Ventre, en el lado oriental. El parque nacional de Grand Teton ocupa la parte noroccidental del valle que abarca gran parte de la cordillera Teton y el lago Jackson. La ciudad de Jackson está en el extremo sur. Entre ellos se encuentra, en la U.S. Route 26,  "Glacier View Turnout" , que ofrece una vista del glaciar Teton en el norte del Grand Teton, y el National Elk Refuge, hogar de la mayor manada de alces del mundo. El río Snake se enrosca a través de todo el valle desde su cabecera en el parque nacional de Yellowstone, en el norte, hasta la desembocadura cañón del río Snake (Snake River Canyon), en el extremo sur del valle. Blacktail Butte  es un prominente accidente geográfico que nace del fondo del valle. La altitud media del valle es de más de 2000 m.

### Clima
La alta altitud y las escarpadas laderas de las montañas en todos los lados del valle causan a menudo que las noches tranquilas de invierno sean muy frías, dado que el enfriamiento por radiación desde el suelo cubierto de nieve genera aire frío cerca de la superficie, que luego se desliza hacia abajo en el valle, debido a su mayor densidad. En 1993, este efecto durante una ola de frío severa hizo bajar temperatura de la mañana hasta –49 °C en el valle, registrada oficialmente por el National Weather Service. El récord de temperatura baja registrada en el estado también se dio en el valle, en Moran, llegando a –54 °C en 1933. Los veranos son cálidos a leves.

## Economía
El aeropuerto de Jackson Hole es el aeropuerto comercial más grande y concurrido de Wyoming. Las estrictas regulaciones de reducción del ruido y el perfil bajo del edificio de la terminal permiten que el aeropuerto opere dentro de las pautas federales en el parque nacional Grand Teton. Sin embargo, se hace difícil volar en los meses de invierno. Las principales compañías aéreas operan en el valle con servicios de jet, algunos de ellos estacionales (verano e invierno).
El Banco de la Reserva Federal de Kansas City ha sido anfitrión de un simposio anual de política económica en el Jackson Lake Lodge desde 1982. Eligieron Jackson Hole en 1982 debido a la pesca de la trucha, ya que estaban tratando de atraer a Paul Volcker, que entonces era presidente de la Reserva Federal y un gran pescador con mosca.